# Zvizda, Nikopol
Zvizda (în ucraineană Звізда) este un sat în comuna Pavlopillea din raionul Nikopol, regiunea Dnipropetrovsk, Ucraina.

## Demografie
Componența lingvistică a localității Zvizda
     Ucraineană (96,95%)
     Rusă (2,29%)
     Alte limbi (0,76%)
Conform recensământului din 2001, majoritatea populației localității Zvizda era vorbitoare de ucraineană (96,95%), existând în minoritate și vorbitori de rusă (2,29%).